# Sus strozzi

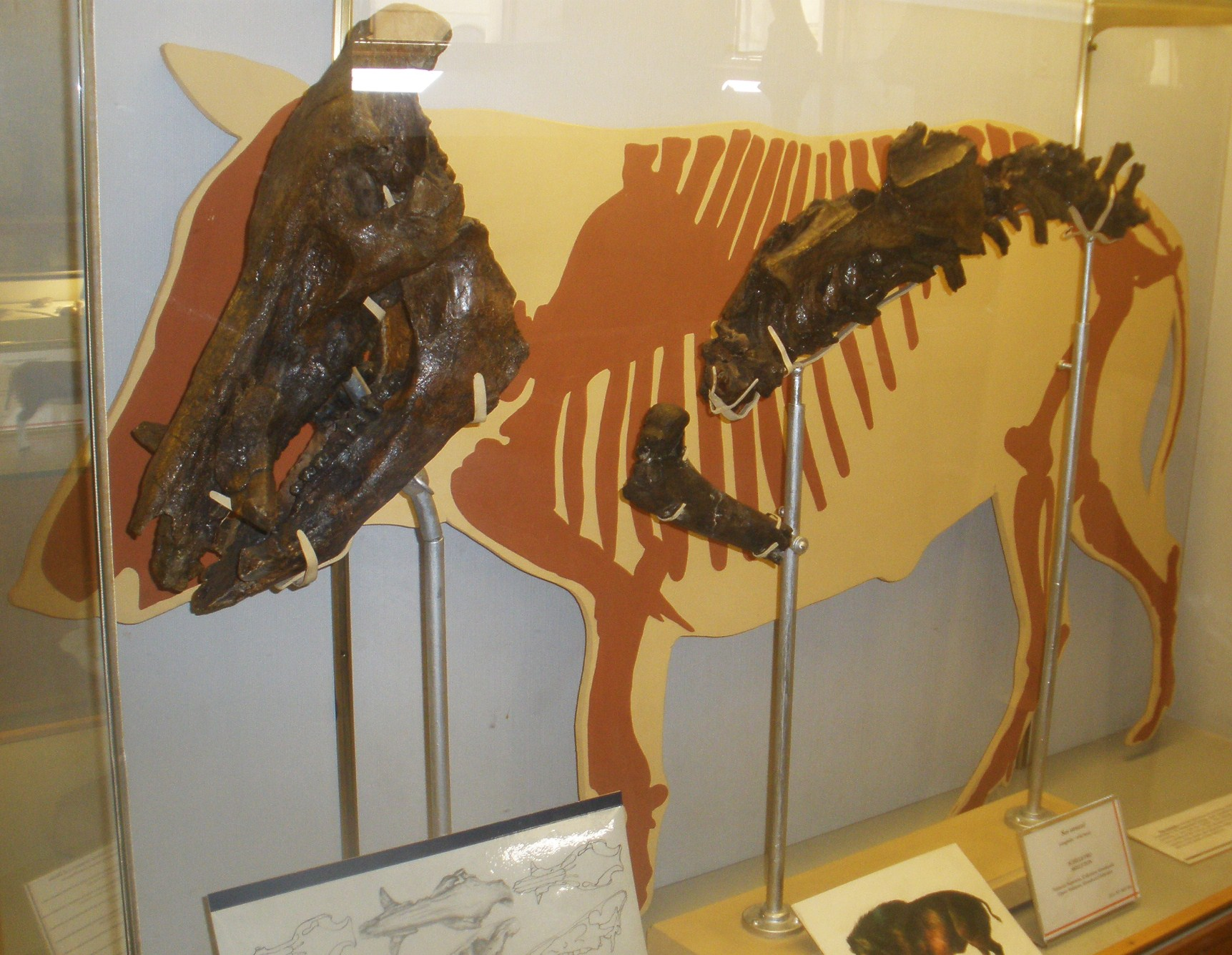
Xương

Sus strozzi là một loài lợn tuyệt chủng có nguồn gốc từ khu vực Địa Trung Hải. Nó nguyên thủy hơn so với lợn rừng hiện đại, và nó đã bị thay thế vào khoảng đầu thế Pleistocene, 1 triệu năm trước.